# Lewis (Lewis and Harris)
Lewis, auch Isle of Lewis (schottisch-gälisch: Leòdhas Leòdhasⓘ bzw. Eilean Leòdhais, An t-Eilean Fada, dt. „die lange Insel“), ist die Nordregion der Insel Lewis and Harris der Äußeren Hebriden in Schottland.

## Landschaft

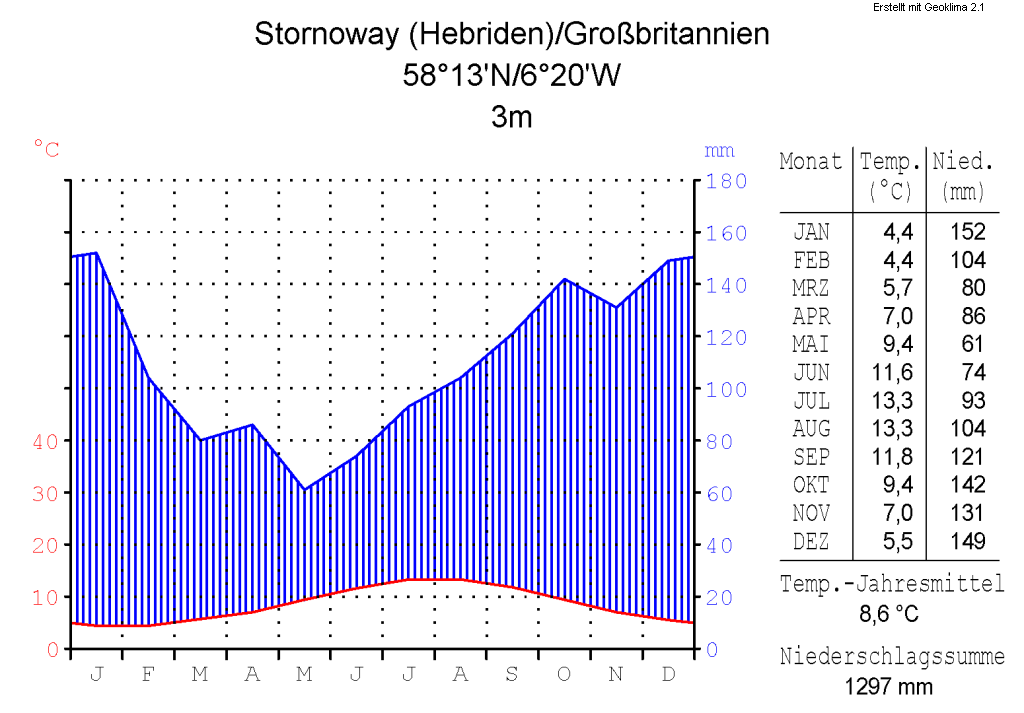
Klimadiagramm von Stornoway

Lewis ist keine eigene Insel, sondern ebenso wie die südliche Inselregion Harris Teil der Lewis-and-Harris-Insel, die wegen der trennenden, unwegsamen Gebirgslandschaft von den Bewohnern mit zwei Namen bedacht wurde. Der Nordteil Lewis ist geprägt von weiten, flachen Torfmoorlandschaften mit dem 280 Meter hohen Ben Barvas als höchster Erhebung und dem Butt of Lewis als nördlichstem Punkt der Inselgruppe. Der Südteil ist gebirgig mit Erhebungen über 500 Meter und geht in den Inselteil Harris über. Die Trennlinie verläuft zwischen Loch Resort und Loch Seaforth.
Die Küsten bestehen überwiegend aus steilen Klippen, in Buchten und an der Nordostseite findet man auch Strände mit feinem Sand, im südlichen Teil auch fjordartige Meeresarme. In einer größeren Bucht an der Westküste ist die Insel Great Bernera über eine Brücke mit Lewis verbunden, ähnlich wie die Eye Peninsula (von den Einheimischen Point genannt) auf der Ostseite.

## Bevölkerung
Etwa die Hälfte der Inselbevölkerung lebt im Nordteil Lewis im Hauptort Stornoway (gälisch: Steòrnabhagh). Unter Einbeziehung der mit dem Hauptort agglomerierten Dörfer leben hier gut zwei Drittel der Bevölkerung. Die Ortschaften Leurbost auf Lewis sowie Tarbert und Leverburgh auf Harris zählen eine Bevölkerung von jeweils etwa 500 Einwohnern. Etwa ein Viertel der Inselbevölkerung lebt in kleinen Streudörfern, die über die gesamte Insel verteilt sind.
Streudörfer sind überwiegend an den Küsten sowie entlang der wichtigsten Verkehrsstraßen zu finden. Häufig haben Weiler und Gehöfte mit weniger als fünf Gebäuden einen eigenen Ortsnamen.
Aufgrund dieser Gegebenheiten ist es erforderlich, die meisten Belange des täglichen Lebens im Hauptort Stornoway zu erledigen. Im ländlichen Raum der Inselgruppe sind jedoch einige Grundschulen und Postämter vorhanden. Um einen Einkauf von Lebensmitteln und wichtigen Gebrauchsgegenständen außerhalb des Hauptortes zu ermöglichen, haben sich gemeinnützige Initiativen gegründet, um kleine Lebensmittelläden, so genannte Community Stores zu betreiben, die zugleich auch als Tankstelle fungieren.
Die Bevölkerung ist überwiegend protestantisch.  Neben Englisch sprechen viele Einwohner Gälisch.

## Wirtschaft
Die Bevölkerung lebt überwiegend von der Landwirtschaft (vor allem extensive Schafzucht und mit steigender Tendenz Rinderzucht) und dem Tourismus. Zunehmend trägt die Fisch- und Krabbenzucht zur Wirtschaftsleistung bei. Die Fischerei – Stornoway war ein bedeutender Fischereihafen – spielt immer noch eine Rolle, verliert aber an Bedeutung.
Lewis ist der Hauptproduzent von Harris-Tweed.

## Sehenswürdigkeiten

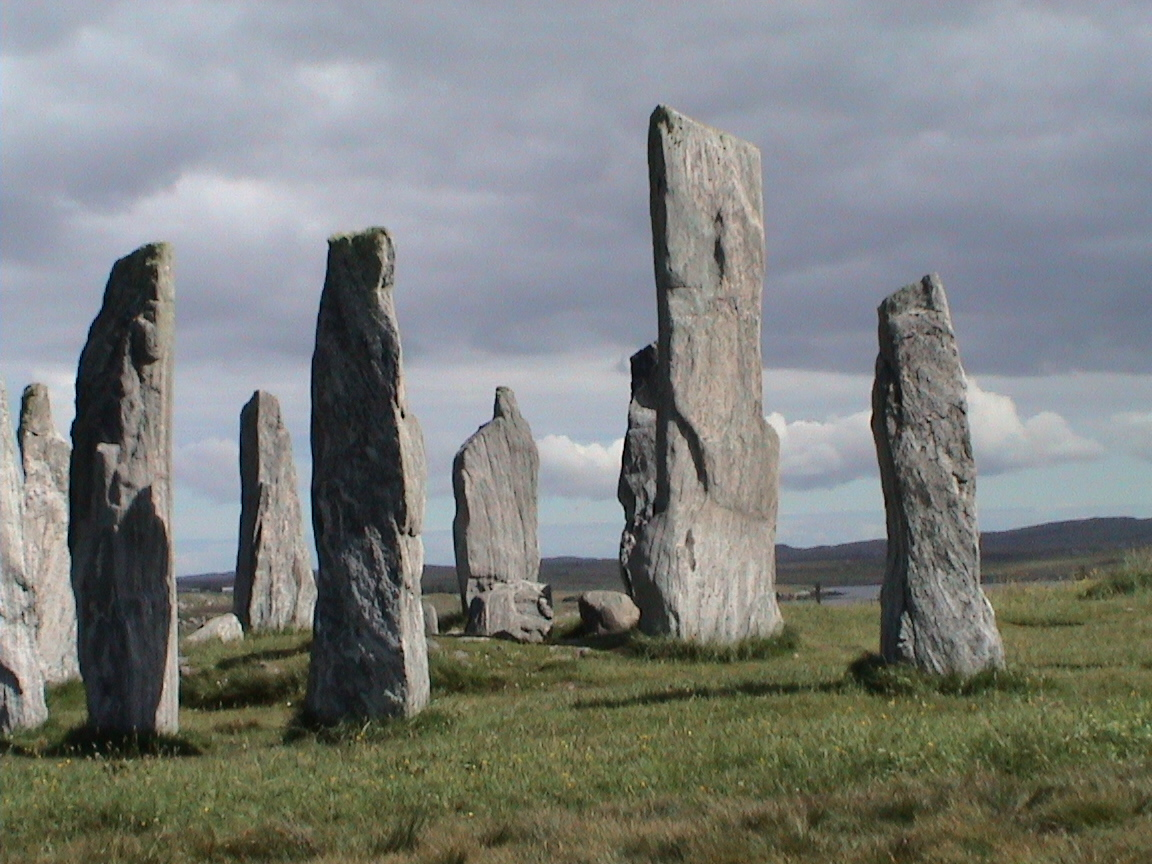
Steinkreis von Callanish

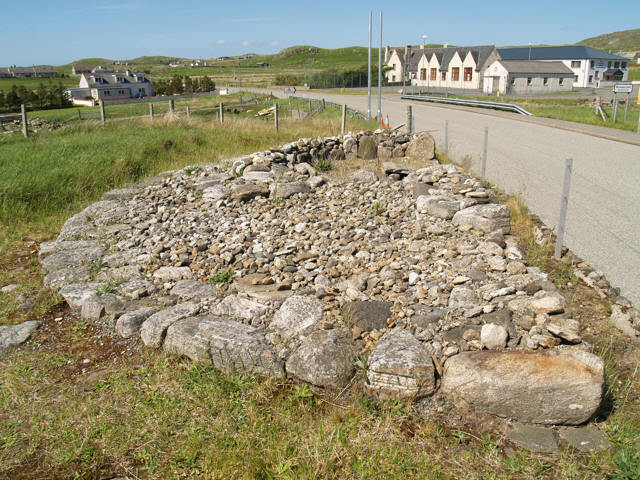
Breascleit Cairn

Folgende Auswahl spiegelt auch die lange Besiedlungsgeschichte der Insel wider:
- Der Steinkreis von Callanish ist eine über 5000 Jahre alte megalithische Kultstätte. Mit über 20 heute bekannten Steinformationen ist Callanish die größte Megalithanlage auf den britischen Inseln.
- Der Dun Carloway ist die relativ gut erhaltene Ruine eines etwa 2000 Jahre alten Brochs.
- Die Insel hat eine Vielzahl von Menhiren (wie den Clach an Trushal), Steinkreisen, Cairns und Kuppelbauten.
- The Gearrannan Blackhouses ist ein Museum bei Arnol, das bis 1964 bewohnt war. Es zeigt, wie die meisten Einwohner während der letzten Jahrhunderte auf der Inselgruppe lebten.
- Die im Jahr 1831 gefundenen und heute vor allem im Britischen Museum in London ausgestellten Lewis-Schachfiguren gelten als die besterhaltenen mittelalterlichen Schachfiguren und bilden ein herausragendes Zeugnis der norwegischen Besiedlung.
- Die Horizontalmühle und die Darre von Shawbost
- Cnoc a Phrionnsa bei Breasclete ist ein Kammergrab.

## Verkehr
Lewis kann mit Autofähren oder Flugzeugen erreicht werden:
- Stornoway verfügt über einen Flughafen, der national angebunden ist.
- Vom schottischen Festland gibt es tägliche Fährverbindungen mit CalMac Ferries von Ullapool aus.
- Weitere Fähren verbinden Lewis mit den benachbarten Inseln und ermöglichen so eine indirekte Anreise, zum Beispiel mit der Eisenbahn nach Kyle of Lochalsh, Bustransfer über Skye nach Uig und dort auf die Fähre nach Tarbert auf Harris. Von dort aus gibt es Buslinien nach Lewis.

Die nördlichen Inseln sind stark protestantisch geprägt. Sonntags haben nicht nur Geschäfte, Restaurants und Pubs geschlossen, es fahren auch keine Busse und bis zum Juli 2009 fuhr am Sonntag auch keine Fähre. Dann wurde der Fahrplan gegen den erheblichen Widerstand der Inselbewohner geändert und eine Sonntagsfähre von Stornoway nach Ullapool eingeführt.

## Windpark
Es gibt Pläne, im Gebiet von Lewis den größten Windpark Europas mit 200 Windkraftanlagen zu bauen.